# Based on a True Story (Trick Daddy)
Based on a True Story è il primo album in studio del rapper statunitense Trick Daddy, pubblicato nel 1997. Il disco è stato ripubblicato nel 2001.

## Tracce
1. Based on a True Story, Part 1 - 2:00
2. Based on a True Story, Part 2 - 3:59
3. Oh Me, Oh My - 5:18
4. Bout a Lotta Thangs... (feat. Buddy Roe) - 4:31
5. They Don't Live Long - 3:53
6. Kill-A-Head (feat. Buddy Roe) - 3:47
7. Now They Wanna Holler (feat. Buddy Roe) - 4:19
8. Going Down Like That (feat. Buddy Roe) - 3:39
9. Snowin' in Miami (feat. Jamal & Buddy Roe) - 5:04
10. Smoke Out (feat. J.T. Money) - 3:28
11. I'll Be Your Player - 3:16
12. I Got Plans (feat. Buddy Roe) - 4:13
13. Pimp (feat. Buddy Roe & J.T. Money) - 4:30
14. Telephone (skit) - 0:37
15. Ho But You Can't Help It (feat. Buddy Roe) - 3:27
16. Gone with Your Bad Self - 3:39
17. Gone with Your Bad Self (Bom Bom Remix) (feat. Verb) - 3:43